# Robert Carlyle

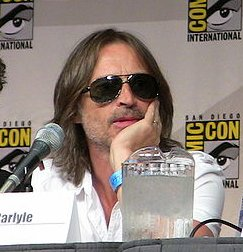
Robert Carlyle durante la Convención Internacional de Cómics de San Diego en 2009

Robert Carlyle (Glasgow, Escocia, 14 de abril de 1961) es un actor británico de cine y televisión, muy conocido por su distintiva marca actoral con que desarrolla sus papeles. Sus característicos rasgos físicos y talento le han servido para encarnar variados personajes de difícil perfil psicológico.
Es conocido por sus participaciones en las películas Trainspotting, The Full Monty, Ravenous, The World Is Not Enough y Las cenizas de Ángela, y en la serie televisiva dramática Érase una vez.

## Carrera
Carlyle nació en Glasgow, hijo de Elisabeth, empleada de una empresa de autobuses, y Joseph Carlyle, un pintor y decorador. Su madre los dejó cuando Carlyle tenía sólo tres años. 
A los dieciséis años, dejó la escuela sin títulos y se fue a trabajar con su padre como pintor y decorador; sin embargo, continuó su educación asistiendo a clases nocturnas en el Colegio Cardonald, en Glasgow.
Carlyle cursó estudios de interpretación en el Centro de Artes de Glasgow desde la edad de 21 años, tras haber sido inspirado por la lectura de El Crisol, de Arthur Miller.
En 1991 fundó una compañía teatral llamada Raindog con la ayuda de otros cuatro actores, y se hizo socio de la productora cinematográfica británica 4 Ways.
Llamó por primera vez la atención del público cuando interpretó al asesino Albie Kinsella en la serie de televisión Cracker, protagonizada por Robbie Coltrane (en un episodio donde mata al personaje de Christopher Eccleston). Pronto consiguió su primer papel protagonista para la comedia de la BBC Hamish Macbeth, en 1995.
En el cine debutó con papel protagonista en la película Riff-Raff (1991) de Ken Loach.
Fue entre 1996 y 1997 cuando su fama aumentó considerablemente en lo que son, sin duda, los dos papeles principales más importantes de su carrera hasta la fecha: el trastornado Francis Begbie en Trainspotting y Gaz, el apacible líder de un grupo de aficionados estríperes masculinos en The Full Monty.
Otros papeles incluyen el de Malachy McCourt (padre del autor Frank McCourt) en la adaptación cinematográfica de la novela Las cenizas de Ángela, la del villano Renard en la película de James Bond, The World Is Not Enough,  y el papel de Don, uno de los personajes principales de 28 semanas después.
También en 2002 protagonizó, junto a los hermanos Gallagher, el vídeo de la canción Little by little, del álbum Heathen Chemistry. 
En 2003 interpretó magistralmente a Adolf Hitler (joven adulto), previo a la Segunda Guerra Mundial, un difícil papel dadas las características únicas del personaje, en la serie de TV Hitler: The Rise of Evil (serie de TV) ganadora de dos premios Emy.
En los últimos años su carrera ha estado más centrada en la televisión, pero sin olvidar el cine. En diciembre de 2008, Carlyle apareció en 24: Redemption, una película para la televisión de la popular serie 24, protagonizada por Kiefer Sutherland; en 2009 protagoniza la nueva serie de la franquicia Stargate: Stargate Universe, en la que interpreta al Dr. Nicholas Rush, ese mismo año participa en film de cine negro llamado The Tournamenty en 2011 interpreta a Rumpelstiltskin en la serie Once Upon a Time de la cadena ABC.

## Vida personal
En 1999 se le concedió la OBE (Oficial) de la Orden del Imperio Británico.
Está casado con Anastasia Shirley. Se conocieron cuando ella trabajaba como maquilladora en la serie de televisión Cracker. La pareja tiene tres hijos: Ava (nacida en 2002), Harvey (nacido en marzo de 2004) y Joseph Pearce (nacido en abril de 2006).

## Filmografía

### Cine
| Año  | Título                                               | Personaje                    | Notas            |
| ---- | ---------------------------------------------------- | ---------------------------- | ---------------- |
| 1990 | Silent Scream                                        | Big Woodsy                   | Elenco principal |
| 1990 | Riff-Raff                                            | Steve                        | Protagonista     |
| 1993 | Un hombre perdido en el tiempo                       | Prehistoric Shaman           | Elenco principal |
| 1994 | Priest                                               | Graham                       | Elenco principal |
| 1994 | Marooned                                             | Peter                        | Cortometraje     |
| 1995 | Go Now                                               | Nick Cameron                 | Protagonista     |
| 1996 | Trainspotting                                        | Francis "Franco" Begbie      | Elenco principal |
| 1996 | Carla's Song                                         | George Lennox                | Protagonista     |
| 1997 | The Full Monty                                       | Gary "Gaz" Schofield         | Protagonista     |
| 1997 | Face                                                 | Ray                          | Protagonista     |
| 1999 | Plunkett y Macleane                                  | Will Plunkett                | Protagonista     |
| 1999 | Ravenous                                             | Colonel Ives / F.W. Colqhoun | Elenco principal |
| 1999 | El mundo nunca es suficiente                         | Renard                       | Elenco principal |
| 1999 | Las cenizas de Ángela                                | Malachy McCourt              | Protagonista     |
| 2000 | La playa                                             | Daffy                        | Actor de reparto |
| 2000 | There's Only One Jimmy Grimble                       | Eric Wirral                  | Elenco principal |
| 2001 | To End All Wars                                      | Major Ian Campbell           | Protagonista     |
| 2001 | The 51st State                                       | Felix DeSouza                | Elenco principal |
| 2002 | Once Upon a Time in the Midlands                     | Jimmy                        | Protagonista     |
| 2002 | Black and White                                      | David O'Sullivan             | Protagonista     |
| 2004 | Dead Fish                                            | Danny Devine                 | Protagonista     |
| 2005 | The Mighty Celt                                      |                              | Protagonista     |
| 2005 | Marilyn Hotchkiss' Ballroom Dancing and Charm School | Frank Keane                  | Protagonista     |
| 2006 | Eragon                                               | Durza                        | Elenco principal |
| 2007 | 28 Semanas después                                   | Don Harris                   | Protagonista     |
| 2007 | Flood                                                | Robert Morrison              | Protagonista     |
| 2008 | Stone of Destiny                                     | John MacCormick              | Elenco principal |
| 2008 | Summer                                               | Shaun                        | Protagonista     |
| 2008 | I Know You Know                                      | Charlie                      | Protagonista     |
| 2009 | The Tournament                                       | Father Joseph MacAvoy        | Protagonista     |
| 2009 | The Unloved                                          | Lucy's Father                | Protagonista     |
| 2012 | California Solo                                      | Lachlan MacAldonich          | Protagonista     |
| 2015 | The Legend of Barney Thomson                         | Barney Thomson               | También director |
| 2017 | T2 Trainspotting                                     | Francis "Franco" Begbie      | Elenco principal |
| 2019 | Yesterday                                            | John Lennon                  | Actor de reparto |
| 2022 | North of Normal                                      | Papa Dick                    | Elenco principal |

### Televisión
| Año           | Título                              | Personaje                           | Notas                                                   | Canal                         |
| ------------- | ----------------------------------- | ----------------------------------- | ------------------------------------------------------- | ----------------------------- |
| 1990          | Taggart                             | Gordon Inglis                       | Actor invitado (Episodio: "Hostile Witness")            | ITV                           |
| 1991          | The Bill                            | Tom Ward                            | Actor inivitado (Episodio: "The Better Part of Valour") | ITV                           |
| 1993          | Screenplay                          | Nosty                               | Actor invitado (Episodio: "Safe")                       | BBC2                          |
| 1994          | 99-1                                | Detective Constable Trevor Prescott | Actor invitado (Episodio: "Doing the Business)          | ITV                           |
| 1994          | Cracker                             | Albie Kinsella                      | 3 episodios                                             | ITV                           |
| 1995–1998     | Hamish Macbeth                      | Hamish Macbeth                      | Protagonista (20 episodios)                             | BBC                           |
| 1998          | Looking After Jo Jo                 | John Joe "Jo Jo" McCann             | Protagonista (4 episodios)                              | BBC                           |
| 2001          | Chewin' the Fat                     | Él mismo                            |                                                         | BBC                           |
| 2003          | Hitler: El reinado del mal          | Adolf Hitler                        | Protagonista                                            | Alliance AtlantisNettflix     |
| 2004          | Gunpowder, Treason & Plot           | Rey James I                         | Elenco principal Miniserie                              | BBC                           |
| 2005          | Human Trafficking                   | Sergei Karpovich                    | Elenco principal                                        | Lifetime Television           |
| 2005          | Class of '76                        | Detective Inspector Tom Monroe      | Protagonista Miniserie (2 episodios)                    | ITV                           |
| 2006          | Born Equal                          | Robert                              | Protagonista                                            | BBC                           |
| 2008          | The Last Enemy                      | David Russell                       | Protagonista (5 episodios)                              | BBC                           |
| 2008          | 24: Redemption                      | Carl Benton                         | Elenco principal                                        | Fox                           |
| 2009          | The Unloved                         | Padre                               | Protagonista                                            | Channel 4                     |
| 2009          | The Man Who Walked Around the World | Él mismo                            |                                                         |                               |
| 2009          | Zig Zag Love                        | Jacko                               | Protagonista                                            |                               |
| 2009–2011     | Stargate Universe                   | Doctor Nicholas Rush                | Protagonista (40 episodios)                             | Syfy                          |
| 2011–2018     | Once Upon a Time                    | Rumplestiltskin / Sr. Gold          | Reparto principal (156 episodios)                       | ABC                           |
| 2019          | The War of the Worlds               | Ogilvy                              | Elenco principal (3 episodios)                          | BBC                           |
| 2020–presente | Cobra                               | Robert Sutherland                   | Protagonista (18 episodios)                             | Sky OneSky Max                |
| 2023          | The Full Monty                      | Gary "Gaz" Schofield                | Protagonista (8 episodios)                              | Disney + (UK) FX on Hulu (US) |

### Videojuegos
| Año  | Título                                        | Voz de personaje                          |
| ---- | --------------------------------------------- | ----------------------------------------- |
| 2003 | Eragon                                        | Durza                                     |
| 2010 | Castlevania: Lords of Shadow                  | Gabriel Belmont                           |
| 2013 | Castlevania: Lords of Shadow – Mirror of Fate | Gabriel Belmont / Dracula                 |
| 2014 | Castlevania: Lords of Shadow 2                | Gabriel Belmont / Dracula / Inner Dracula |
| 2014 | Watch Dogs                                    | Stephen Fedder                            |

## Premios
Premios BAFTA
| Año  | Categoría                 | Película            | Resultado | Ref |
| ---- | ------------------------- | ------------------- | --------- | --- |
| 1997 | Mejor actor               | The Full Monty      | Ganador   |     |
| 1997 | Mejor actor de televisión | Hamish Macbeth      | Candidato |     |
| 1998 | Mejor actor de televisión | Looking After Jo Jo | Candidato |     |

Premios BAFTA de Escocia
| Año  | Categoría                            | Película                     | Resultado | Ref   |
| ---- | ------------------------------------ | ---------------------------- | --------- | ----- |
| 1993 | Mejor actor-TV                       | Riff-Raff                    | Nominado  | [ 1 ] |
| 1995 | Mejor actor-TV                       | Hamish Macbeth Cracker       | Ganador   | [ 2 ] |
| 1997 | Mejor actor-TV                       | Hamish Macbeth               | Candidato | [ 3 ] |
| 1997 | Mejor actor - Cine                   | Trainspotting                | Candidato | [ 3 ] |
| 2008 | Mejor actor - Cine                   | Summer                       | Candidato | [ 4 ] |
| 2009 | Mejor actor - TV                     | The Unloved                  | Ganador   | [ 5 ] |
| 2015 | Mejor dirección en cine o televisión | The Legend of Barney Thomson | Nominado  | [ 6 ] |
| 2015 | Mejor actor-Cine                     | The Legend of Barney Thomson | Nominado  | [ 6 ] |
| 2015 | Mejor largometraje                   | The Legend of Barney Thomson | Ganador   | [ 6 ] |
| 2017 | Mejor actor-Cine                     | T2 Trainspotting             | Nominado  | [ 7 ] |

Premios Primetime Emmy
| Año  | Categoría                                      | Película          | Resultado |
| ---- | ---------------------------------------------- | ----------------- | --------- |
| 2005 | Mejor actor de reparto - Miniserie o telefilme | Human Trafficking | Candidato |

Premios del Sindicato de Actores
| Año  | Categoría     | Película       | Resultado |
| ---- | ------------- | -------------- | --------- |
| 1997 | Mejor reparto | The Full Monty | Ganador   |

Premios Satellite
| Año  | Categoría                           | Película                   | Resultado |
| ---- | ----------------------------------- | -------------------------- | --------- |
| 1996 | Mejor actor - Drama                 | Trainspotting              | Candidato |
| 1997 | Mejor actor - Musical o Comedia     | The Full Monty             | Candidato |
| 2003 | Mejor actor - Miniserie o telefilme | Hitler: El reinado del mal | Candidato |

Premios Gemini
| Año  | Categoría                                                        | Película          | Resultado |
| ---- | ---------------------------------------------------------------- | ----------------- | --------- |
| 2010 | Mejor interpretación continua de un actor en una serie dramática | Stargate Universe | Ganador   |